# Chinesische Mannschaftsmeisterschaft im Schach 2008
Die Chinesische Mannschaftsmeisterschaft im Schach 2008 (offizielle Bezeichnung: 2008 Torch Real Estate Chinese Chess League Division A) war die vierte Austragung dieses Wettbewerbes. Meister wurde Shanghai Jianqiao University, während sich der Titelverteidiger Shandong Torch Real Estate mit dem fünften Platz begnügen musste. Aus der Division B aufgestiegen war die Mannschaft der Provinz Zhejiang. Diese erreichte den Klassenerhalt, während Guangdong und Wuxi Tiancheng Real Estate absteigen mussten (seit dieser Saison stiegen jeweils zwei Mannschaften ab).
Zu den gemeldeten Mannschaftskadern siehe Mannschaftskader der Chinesischen Mannschaftsmeisterschaft im Schach 2008.

## Modus
Die zehn Mannschaften bestritten ein doppeltes Rundenturnier. Über die Platzierungen entschied zunächst die Anzahl der Mannschaftspunkte (zwei Punkte für einen Sieg, ein Punkt für ein Unentschieden, kein Punkt für eine Niederlage), anschließend die Anzahl der Brettpunkte (ein Punkt für einen Sieg, ein halber Punkt für ein Remis, kein Punkt für eine Niederlage).

## Termine und Spielorte
Die Wettkämpfe fanden statt vom 26. bis 28. März, 22. bis 24. April, 22. bis 24. Mai, 28. bis 30. Oktober, 2. bis 4. sowie 8. bis 10. Dezember. Alle Wettkämpfe wurden zentral ausgerichtet, und zwar die ersten drei Runden in Wenzhou, die 4. bis 6. Runde in Jinan, die 7. bis 12. Runde in Wuxi, die 13. bis 15. Runde in Ningbo und die letzten drei Runden in Shanghai.

## Saisonverlauf
Die Shanghai Jianqiao University und die Beijing Patriots lieferten sich ein Kopf-an-Kopf-Rennen um den Titel. Die Entscheidung fiel erst in der letzten Runde, in der Shanghai Beijing knapp besiegte und damit die Tabellenspitze übernahm. Am Tabellenende stand Wuxi Tiancheng Real Estate bereits drei Runden vor Schluss als Absteiger fest, und auch Guangdong hatte zu diesem Zeitpunkt nur noch theoretische Chancen auf den Klassenerhalt.

## Abschlusstabelle
| Pl. | Verein                         | Sp | G  | U | V  | MP    | Brett-P.  |
| --- | ------------------------------ | -- | -- | - | -- | ----- | --------- |
| 01. | Shanghai Jianqiao University   | 18 | 13 | 2 | 3  | 28:8  | 55,5:34,5 |
| 02. | Beijing Patriots               | 18 | 13 | 2 | 3  | 28:8  | 54,5:35,5 |
| 03. | Hebei Steel Circle             | 18 | 9  | 2 | 7  | 20:16 | 46,0:44,0 |
| 04. | Tianjin Nankai University      | 18 | 8  | 3 | 7  | 19:17 | 45,5:44,5 |
| 05. | Shandong Torch Real Estate (M) | 18 | 8  | 3 | 7  | 19:17 | 45,5:44,5 |
| 06. | Zhejiang (N)                   | 18 | 7  | 5 | 6  | 19:17 | 45,0:45,0 |
| 07. | Chongqing Mobile               | 18 | 7  | 2 | 9  | 16:20 | 46,5:43,5 |
| 08. | Jiangsu Blue Perot             | 18 | 6  | 3 | 9  | 15:21 | 41,5:48,5 |
| 09. | Guangdong                      | 18 | 2  | 7 | 9  | 11:27 | 37,5:52,5 |
| 10. | Wuxi Tiancheng Real Estate     | 18 | 2  | 1 | 15 | 5:31  | 32,5:57,5 |

## Entscheidungen
|     | Chinesischer Mannschaftsmeister: Shanghai Jianqiao University      |
|     | Absteiger in die Division B: Guangdong, Wuxi Tiancheng Real Estate |
| (M) | Meister der letzten Saison                                         |
| (N) | Aufsteiger der letzten Saison                                      |

## Kreuztabelle
| Ergebnisse | Ergebnisse                   | 01. | 01. | 02. | 02. | 03. | 03. | 04. | 04. | 05. | 05. | 06. | 06. | 07. | 07. | 08. | 08. | 09. | 09. | 10. | 10. |
| ---------- | ---------------------------- | --- | --- | --- | --- | --- | --- | --- | --- | --- | --- | --- | --- | --- | --- | --- | --- | --- | --- | --- | --- |
| 01.        | Shanghai Jianqiao University |     |     | 3   | 3   | 2   | 4   | 2½  | 4½  | 3½  | 1½  | 3   | 3   | 3   | 1½  | 2½  | 3½  | 4½  | 3½  | 3½  | 3½  |
| 02.        | Beijing Patriots             | 2   | 2   |     |     | 3   | 3   | 3   | 3   | 2½  | 4   | 4   | 3½  | 3   | 3   | 2   | 3½  | 2½  | 3½  | 3½  | 3½  |
| 03.        | Hebei Steel Circle           | 3   | 1   | 2   | 2   |     |     | 1½  | 3   | 3   | 2   | 2   | 2   | 2½  | 3   | 3   | 3   | 2½  | 3   | 4   | 3½  |
| 04.        | Tianjin Nankai University    | 2½  | ½   | 2   | 2   | 3½  | 2   |     |     | 1½  | 3   | 1½  | 2½  | 3   | 4   | 2   | 3   | 2½  | 3   | 3½  | 3½  |
| 05.        | Shandong Torch Real Estate   | 1½  | 3½  | 2½  | 1   | 2   | 3   | 3½  | 2   |     |     | 2½  | 3   | 3½  | 2   | 3   | 1½  | 2½  | 2   | 3½  | 3   |
| 06.        | Zhejiang                     | 2   | 2   | 1   | 1½  | 3   | 3   | 3½  | 2½  | 2½  | 2   |     |     | 2½  | 2   | 3   | 2½  | 2½  | 3½  | 3   | 3   |
| 07.        | Chongqing Mobile             | 2   | 3½  | 2   | 2   | 2½  | 2   | 2   | 1   | 1½  | 3   | 2½  | 3   |     |     | 4½  | 2   | 3   | 3½  | 2   | 4½  |
| 08.        | Jiangsu Blue Perot           | 2½  | 1½  | 3   | 1½  | 2   | 2   | 3   | 2   | 2   | 3½  | 2   | 2½  | ½   | 3   |     |     | 2½  | 3½  | 1½  | 3   |
| 09.        | Guangdong                    | ½   | 1½  | 2½  | 1½  | 2½  | 2   | 2½  | 2   | 2½  | 3   | 2½  | 1½  | 2   | 1½  | 2½  | 1½  |     |     | 2½  | 3   |
| 10.        | Wuxi Tiancheng Real Estate   | 1½  | 1½  | 1½  | 1½  | 1   | 1½  | 1½  | 1½  | 1½  | 2   | 2   | 2   | 3   | ½   | 3½  | 2   | 2½  | 2   |     |     |

Anmerkung: An erster Stelle steht jeweils das Ergebnis des Hinspiels, an zweiter Stelle das des Rückspiels.

## Die Meistermannschaft
| 1.            | Shanghai Jianqiao University                                                                                   |
| Schachfiguren | Ni Hua, P. Harikrishna, Zhou Jianchao, Lou Yiping, Lu Yiyie, Pia Cramling, Wang Pin, Ju Wenjun, Zhang Xiaowen. |